# Selecta
Selecta är ett företag som specialiserar sig på försäljning av livsmedel i varuautomater. Företaget grundades i Schweiz 1956. Ägare till koncernen är sedan 2015 Kohlberg Kravis Roberts.
Exempel på produkter som Selecta säljer är kaffe, bakverk, godis, snacks och färdigmat.

## Historik
Selecta grundades 1956 i samband med att ett nytt sätt att göra bryggmalet kaffe i kaffemaskiner introducerades och finns idag i 16 länder i Europa.
År 1950 reste Joseph Jeger, en schweizare från Basel, på en affärsresa till USA och såg sina första automater i fabriker där. Han trodde det skulle vara en bra idé att införa liknande automater i fabriken i företaget han arbetade för. Joseph spenderade alla sina besparingar på fem maskiner från den amerikanska tillverkaren och lät installera dem i fabriken.
De amerikanska maskinerna hade tillverkats med amerikanska tillbehör vilket gjorde dem dyra att underhålla. För att lösa detta hyrde Jeger ett garage i sin hemstad Murten och anställde sin första anställde och producerade den första automaten i Schweiz 1957. Denna automat var den första att bära varumärket Selecta.  Selecta producerar även varuautomater i Sverige.
Verksamheten i Sverige bedrevs tidigare under namnen Pan Nordic, därefter Canteen innan det blev Selecta. 

## Kaffe med "mjölk" eller "vitt"
Företaget uppmärksammades i media sommaren 2008 i och med att Konsumentföreningen Stockholm, KfS, anmälde Selecta till Livsmedelsverket för falsk marknadsföring då maskiner innehållandes mjölkersättning eller gräddersättning var benämnda "Mjölk". Selecta programmerade därefter om alla sina maskiner och numera står det "vitt" i alla produkter som innehåller mjölkersättning eller gräddersättning.
  